# Ganoderma mirivelutinum
Ganoderma mirivelutinum är en svampart som beskrevs av J.D. Zhao 1988. Ganoderma mirivelutinum ingår i släktet Ganoderma och familjen Ganodermataceae.   Inga underarter finns listade i Catalogue of Life.